# Mats Johansson (journalist)
Mats Erik Johansson, född 26 december 1951 i Sundsvall, död 24 juni 2017 på Storholmen i Lidingö kommun, var en svensk journalist, författare och politiker (moderat).
Han var ordinarie riksdagsledamot 2006–2014, invald för Stockholms kommuns valkrets. Han var mandatperioden 2006–2010 ledamot av kulturutskottet (ordinarie), suppleant i utrikesutskottet och delegat till Nordiska rådet. Efter valet 2010 var han ledamot i utrikesutskottet, krigsdelegationen, Europarådets parlamentariska församling och suppleant i konstitutionsutskottet, samt ordförande i riksdagens baltiska nätverk.

## Biografi
I början på 1970-talet gjorde Johansson värnplikt på Norrlands trängbataljon i Sollefteå. Johansson studerade vid Uppsala universitet 1971–1973 och vid Stockholms universitet 1973–1974. Efter arbete vid Norrköpings Tidningar 1977–1978 var han informationschef för Moderata samlingspartiet 1978–1979 och medarbetare vid Svenska Dagbladet 1980–1985, åren 1984–1985 som korrespondent i Washington, D.C.. Han var chefredaktör för nyhetsbyrån Näringslivets Presstjänst (NPT) 1986–1988 och VD för näringslivets tankesmedja Timbro 1988 till 1995. Johansson var politisk chefredaktör för Svenska Dagbladet 2000 till 2003 och redaktör för Svensk tidskrift.
Johansson grundade 2011 den utrikespolitiska tankesmedjan Frivärld i vilken han var ordförande och rektor för dess utbildningsverksamhet, Utrikesakademin. 2013–2014 var han ordförande i Arvid Lindmans Sextioårsfond. Johansson var ledamot av Sällskapet för Rysslandsstudier, samt Förvaltningsstiftelsen för SR, SVT och UR. Han tilldelades Gösta Bohman-priset 2013. Johansson var kommendör av republiken Lettlands Tre Stjärnors orden, riddare av republiken Estlands Terra Mariana-korsets orden och republiken Litauens förtjänstorden.
Han var gift med författaren Helena Sigander och var far till filmjournalisten Miranda Sigander.